# Hawaii Volcanoes nationalpark
Hawaii Volcanoes nationalpark er en nationalpark på øen og i staten Hawaii, USA. Parken blev etableret 1. august 1916, og er 1.308 km² stor. De vigtigste naturlige attraktioner i parken er vulkanerne Kilauea (1.247 m) og Mauna Loa (4.169 m).
På grund af mere en hundrede tusinder års vulkans aktivitet er parken fuld af komplekse og unikke økosystemer. Kilauea og Mauna Loa er nogle af verdens mest aktive vulkaner har derfor givet forskere en stor indsigt i fødslen og dannelsen af øen Hawaii. Landskabet i parken er domineret af vulkaner, og den bevoksede Kauørken som ligger på vindsiden af Kilauea og er kendetegnet ved giftig vulkansk aske. 
Parken blev i 1987 optaget på UNESCOs Verdensarvsliste.

## Eksterne kilder og henvisninger
- Wikimedia Commons har flere filer relateret til Hawaii Volcanoes nationalpark
- Officielt netsted
- Om verdensarvsstedet på UNESCOs websted

19°23′N 155°12′V / 19.383°N 155.200°V